# حكومة جمهورية أبخازيا المتمتعة بالحكم الذاتي
حكومة جمهورية أبخازيا المتمتعة بالحكم الذاتي هي إدارة معترف بها من قبل جورجيا كحكومة أبخازيا الشرعية والوحيدة. أبخازيا كانت بحكم الأمر الواقع مستقلة عن جورجيا – على الرغم من القليل من الاعتراف الدولي – منذ أوائل التسعينيات. رسلان أباشيدزه، الذي انتخب في مايو 2019، هو الرئيس الحالي للحكومة في المنفى.
بعد الحرب في أبخازيا (1992-1993)، اقترحت جورجيا محادثات خماسية تضم حكومة جمهورية الحكم الذاتي، وحكومة سلطات الأمر الواقع في أبخازيا، وحكومة جورجيا، إلى جانب روسيا والأمم المتحدة كأطراف معنية، من أجل تسوية الوضع النهائي لأبخازيا في إطار الدولة الجورجية. أراد الجانب الأبخازي تأكيدات بأن جورجيا لن تحاول حل القضية بقوة السلاح قبل أن تصبح طرفاً في المحادثات.
بين سبتمبر 2006 ويوليو 2008، كان مقر الحكومة الجورجية المعترف بها في أبخازيا العليا. ومع ذلك، فقد تم إجبارها على الخروج من أبخازيا في أغسطس 2008 خلال الحرب الروسية الجورجية من قبل القوات المسلحة الأبخازية. أبخازيا العليا هي منطقة يبلغ عدد سكانها حوالي 2000 (1-1.5٪ من سكان أبخازيا بعد الحرب) ويتمركزون في أعالي وادي كودوري (حوالي 17٪ من أراضي جمهورية أبخازيا سابقاً). الحكومة في المنفى مسؤولة جزئياً عن شؤون حوالي 250 ألف نازح داخلي أجبروا على مغادرة أبخازيا في أعقاب الحرب في أبخازيا وما نتج عن ذلك من تطهير عرقي للجورجيين في المنطقة.

## التاريخ

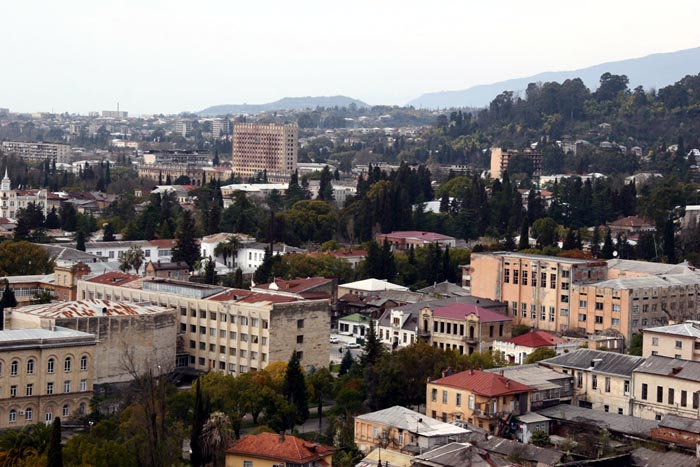
سوخومي هي عاصمة جمهورية أبخازيا المتمتعة بالحكم الذاتي بحكم القانون.

خلال الحرب في أبخازيا، غادرت حكومة جمهورية أبخازيا المتمتعة بالحكم الذاتي، التي كانت تسمى آنذاك «مجلس وزراء أبخازيا»، أبخازيا بعد سيطرة القوات الانفصالية الأبخازية على عاصمة المنطقة سوخومي بعد قتال عنيف في 27 سبتمبر 1993، مما أدى إلى في مذبحة سوخومي، حيث تم إعدام العديد من أعضاء الحكومة الأبخازية في ذلك الوقت، بما في ذلك رئيسها زيولي شارتافا، على يد المتمردين. انتقل مجلس الوزراء إلى العاصمة الجورجية تبليسي، حيث عمل كحكومة لأبخازيا في المنفى لما يقرب من 13 عامًا. خلال هذه الفترة، اشتهرت حكومة أبخازيا في المنفى بقيادة تاماز ناداريشفيلي، بموقفها المتشدد تجاه مشكلة الأبخاز، وكثيراً ما أعربوا عن رأيهم بأن حل النزاع لا يمكن تحقيقه إلا من خلال رد جورجيا العسكري على الانفصال. في وقت لاحق، تورطت إدارة ناداريشفيلي في بعض الخلافات الداخلية ولم تشارك بنشاط في سياسة أبخازيا حتى تم تعيين رئيس جديد، إيراكلي ألاسانيا، من قبل رئيس جورجيا (ميخائيل ساكاشفيلي). تم تعيين ألاسانيا في وقت لاحق كمبعوث لساكاشفيلي في محادثات السلام بشأن أبخازيا.
في خضم عملية الشرطة الجورجية لعام 2006 في كودوري جورج في أبخازيا، والتي تم فيها نزع سلاح المليشيا المحلية بقيادة أمير الحرب إمزار كفيتسياني، واستعادة النظام الدستوري في المنطقة، أعلن الرئيس ساكاشفيلي في 27 يوليو 2006، أن السلطات قررت إنشاء حكومة أبخازية في المنفى ومقرها تبليسي في وادي كودوري (أبخازيا العليا).
خلال الحرب الروسية الجورجية عام 2008، انضمت جمهورية أبخازيا إلى قوات أوسيتيا وفتحت جبهة ثانية ضد جورجيا. خلال معركة وادي كودوري، طردت القوات الأبخازية الموالية لحكومة جمهورية أبخازيا حكومة جمهورية أبخازيا المتمتعة بالحكم الذاتي من منطقة أبخازيا. قال سيرجي باجابش، رئيس حكومة جمهورية أبخازيا، في خطاب موجه إلى الشعب الأبخازي أن «الولاية القضائية للدولة الأبخازية قد أعيدت إلى وادي كودوري الأعلى».

## السلطة التنفيذية
| مكتب                    | اسم             | حزب | منذ  |
| ----------------------- | --------------- | --- | ---- |
| رئيس مجلس الوزراء       | رسلان أباشيدزه ‏ |     | 2019 |
| رئيس المجلس الأعلى      | جمال جمخارية ‏   |     | 2019 |
| نائب رئيس المجلس الأعلى | تاماز كوبوا     |     | 2019 |
| نائب رئيس المجلس الأعلى | دافيت جفادزابيا |     | 2019 |

### رؤساء الحكومة
- Tamaz Nadareishvili، سبتمبر 1993 حتى 16 مارس 2004
- لوندر تسافا، 16 مارس 2004 حتى 30 سبتمبر 2004
- إيراكلي ألاسانيا، 30 سبتمبر 2004 حتى 24 أبريل 2006
- ملخاز أكيشبايا، 24 أبريل 2006 حتى 11 يونيو 2009
- جيورجي براميا، 11 يونيو 2009 حتى 5 أبريل 2013
- فاختانغ كولبيا (بالوكالة)، 8 أبريل 2013 حتى 1 مايو 2019
- رسلان أباشيدزه (بالوكالة)، 1 مايو 2019 حتى الآن

## روابط خارجية
- موقع الحكومة